# Reapers of the Whirlwind
Reapers of the Whirlwind è un cortometraggio muto del 1915 diretto da J. Farrell MacDonald. Il film, prodotto dalla Biograph, era interpretato da Charles Hill Mailes, Gretchen Hartman, José Ruben, G. Raymond Nye e Violet Reed.

## Produzione
Il film fu prodotto dalla Biograph Company.

## Distribuzione
Distribuito dalla General Film Company, il film - un cortometraggio in due bobine - uscì nelle sale cinematografiche statunitensi il 27 luglio 1915. Non si conoscono copie ancora esistenti della pellicola che viene considerata presumibilmente perduta.